# Arthur Kerman
Arthur Kent Kerman (3 mai 1929 - 11 mai 2017) est un physicien nucléaire canado-américain. Il est professeur émérite de physique au Center for Theoretical Physics (CTP) and Laboratory for Nuclear Science du Massachusetts Institute of Technology. Il est connu pour ses travaux sur la théorie de la structure des noyaux et sur la théorie des réactions nucléaires.

## Éducation
Arthur Kent Kerman est né le 3 mai 1929 à Montréal. Il est diplômé en 1950 de l'Université McGill, où il étudie la physique et les mathématiques. Au MIT, sous la direction de Victor Weisskopf, il termine son doctorat en oscillations nucléaires de surface en 1953. De 1953 à 1954, il étudie avec Robert F. Christy à Caltech dans le cadre d'une bourse postdoctorale du Conseil national de recherches et, en 1954, il entame un séjour de deux ans à l'Institut Niels-Bohr de physique théorique de Copenhague.

## Carrière au MIT
Kerman rejoint la faculté du MIT en 1956 en tant que professeur adjoint de physique. Au cours des étés 1959 et 1960, il est chercheur associé au Laboratoire national d'Argonne et est également consultant auprès de la Shell Development Company de Houston et du Knolls Atomic Power Laboratory. Il participe au comité d'étude des sciences physiques - un groupe de professeurs de physique du secondaire et de l'université - pour rédiger un manuel de physique du secondaire plus accessible et engageant. Il est consultant auprès de Educational Services Inc. de 1959 à 1966 et collabore à la partie physique quantique du cours expérimental Physics: A New Introductory Course (surnommé PANIC), produit par le Education Research Center du MIT. Il devient professeur associé en 1960, et l'année suivante, il part en congé académique et est professeur invité à l'Université de Paris dans le cadre d'une bourse commémorative John Simon Guggenheim. Il devient professeur en 1964.
Au début des années 1960, Kerman voyage avec les professeurs de physique Sheldon Glashow, alors de l'Université de Californie à Berkeley et maintenant de l'Université de Boston, et Charles Schwartz de Berkeley pour une visite d'un mois en tant que membres potentiels de JASON, un groupe consultatif scientifique à Washington, parrainé par le ministère de la Défense et le ministère de l'Énergie.
De 1976 à 1983, Kerman est directeur du Center for Theoretical Physics du MIT et, de 1983 à 1992, il est directeur du Laboratoire de sciences nucléaires. Il a diverses relations avec Argonne, Brookhaven, Knolls Atomic Power, Lawrence Berkeley, Lawrence Livermore, Los Alamos Scientific et les laboratoires nationaux d'Oak Ridge, ainsi qu'avec le National Bureau of Standards (maintenant NIST).
Kerman prend officiellement sa retraite du MIT après 47 ans de carrière et conserve le titre de professeur émérite de 1999 jusqu'à sa mort.

## Contributions scientifiques
Les recherches de Kerman portent sur la physique nucléaire et des hautes énergies, l'astrophysique et le développement de détecteurs de particules avancés. En physique nucléaire théorique il s'intéresse à la chromodynamique quantique nucléaire, à la physique relativiste des ions lourds, aux réactions nucléaires et aux accélérateurs laser. Il développe un ensemble de potentiels nucléon-nucléon, qui se révèlent utiles pour l'étude de la matière nucléaire et des noyaux finis.
Kerman publie ou copublie plus de 100 articles, sur les effets de l'interaction de Coriolis dans les noyaux de rotation, quasi-spin ; l'application de la Méthode de Hartree–Fock au calcul des propriétés de l'état fondamental des noyaux sphériques et déformés ; les corrélations d'appariement dans les noyaux ; et l'existence possible d'îlots transuraniens de stabilité. Dans ses recherches sur les réactions, ses articles traitent de la diffusion des particules rapides par les noyaux. Il a également écrit des articles sur la structure intermédiaire dans les réactions nucléaires ; sur les propriétés des états analogiques isobares ; et l'étrangeté des résonances analogiques. Il fut l'un des premiers défenseurs de l'importance des quarks pour comprendre la physique nucléaire. Il a développé un potentiel nucléon-nucléon avec un noyau souple qui s'adapte aux données de diffusion nucléon-nucléon ainsi que des potentiels avec un noyau répulsif dur do, qui s'est avéré utile dans l'étude de ce qui est nécessaire au-delà des données de diffusion pour déterminer les propriétés de matière nucléaire et noyaux finis.
Il siège à de nombreux organes. Au laboratoire national de Los Alamos, il fait partie du comité consultatif de la division de physique et du comité consultatif de la théorie. Au Lawrence Livermore National Laboratory, il siège au comité consultatif du directeur, au comité consultatif sur la physique et les technologies spatiales et en tant que président du comité d'examen du directeur de la direction de la physique.
Kerman est nommé membre de l'American Physical Society, de l'Académie américaine des arts et des sciences et de l'Académie des sciences de New York. Il est Guggenheim Fellow en sciences naturelles et rédacteur en chef adjoint de Reviews of Modern Physics.

## Vie privée
Résident de longue date de Winchester, Massachusetts, Kerman est marié à Enid Ehrlich pendant 64 ans, avec qui il élève cinq enfants. Kerman est décédé à Winchester le 11 mai 2017.